# Помпоний Мела
Помпоний Мела (Pomponius Mela; + 45 г.) e римски географ и космограф.
Произлиза от Тингентера на северния бряг на Гибралтарския проток.
През 43–44 г. той пише как изглежда света по неговото време. Произведението му има титлата De chorographia libri tres, Cosmographia, или De situ orbis.
Произведението на Мела се смята за най-старото географско произведение, писано на латински. Съдържа над сто ръкописа. Той описва едно пътуване с кораб и дава за пръв път сведения за много неизвестни дотогава местности, планини и реки като описва тяхната флора, фауна и население.
Мела ползва древните източници като Омир, Ханон Мореплавателя, Корнелий Непот.
Много мореплаватели си поръчват препис и превод от произведението му, което по-късно се казва „De situ orbis“.

## Издания и преводи
- Kai Brodersen (Hrsg.), Pomponius Mela – Kreuzfahrt durch die Alte Welt. Lat.-dt., Wissenschaftliche Buchgesellschaft, Darmstadt 1994, ISBN 3-534-12349-2.
- De orbis situ: libri tres / cum commentariis Ioachimi Vadiani. Lutetiae Paris: Christian Wechel, Juni 1530. Online от Университетската библиотека Дюселдорф